# Елшанка (приток Казачки)
Елшанка — река, левый приток Казачки, протекает по территории Петровского района Саратовской области России. Длина реки — 14 км, площадь водосборного бассейна — 36,6 км².

## Описание
Елшанка начинается к югу от урочища Троицкое. Генеральным направлением течения реки является северо-запад. Около деревни Седовка впадает в Казачку. Крупнейший приток — балка Прудовая, сливается с Елшанкой ниже урочища Троицкое.

## Данные водного реестра
По данным государственного водного реестра России относится к Донскому бассейновому округу, водохозяйственный участок реки — Медведица от истока до впадения реки Терса, речной подбассейн реки — Дон между впадением Хопра и Северского Донца. Речной бассейн реки — Дон (российская часть бассейна).
Код объекта в государственном водном реестре — 05010300112107000007989.